# Bourguyia trochanteralis
Bourguyia trochanteralis es una especie de arácnido del orden Opiliones de la familia Gonyleptidae.

## Distribución geográfica
Se encuentra en Brasil.